# باد مور (سائق سباق)
باد مور (بالإنجليزية: Bud Moore)‏ هو سائق سباق أمريكي، ولد في 7 ديسمبر 1941 في تشارلستون في الولايات المتحدة، وتوفي في 1 أغسطس 2017.